# Millimeterwelle
Millimeterwellen sind elektromagnetische Wellen mit einer Wellenlänge von ca. 1–10 mm, was umgerechnet einem Frequenzbereich von  30–300 Gigahertz entspricht. Dieser Bereich entspricht der Definition der Fernmeldeunion. Er liegt innerhalb des Bereichs der Mikrowellen.
Dieses Frequenzband wird auch als EHF-Band bezeichnet, für Extremely High Frequency (extrem hohe Frequenz).

## Eigenschaften

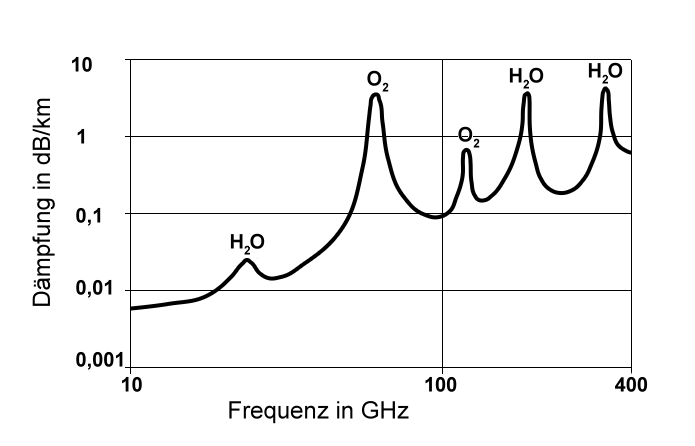
Dämpfung von Millimeterwellen in Standardatmosphäre

In diesem hohen Frequenzband können große Bandbreiten zugeteilt und damit hohe Datenraten erreicht werden. Die Dämpfung, speziell durch Wasser, ist allerdings sehr hoch, so dass nur geringe Reichweiten erzielt werden; und diese auch nur als Sichtverbindung. Für die Radioastronomie heißt das, dass in diesem Frequenzbereich der Rand ihres „Fensters“ für die erdgebundene Beobachtung liegt.

## Geschichte
Millimeterwellen wurden erstmals 1894–1896 vom indischen Physiker Jagadish Chandra Bose erforscht, als er bis zu 60 GHz in seinen Experimenten mit einer Funkenstrecke erreichte.

## Anwendungsbereiche
- Millimeterwellen werden als Radarwellen eingesetzt:
  - beim Militär (z. B. bei Hubschraubern und durch Wände sehenden Nachtsichtgeräten)
  - im Gebäudeüberwachungsbereich (als versteckt montierte Bewegungsmelder)
  - für radarbasierte ACC Abstandsregeltempomat-Systeme im Frequenzbereich zwischen 76 und 77 GHz
  - als Wetterradar (Wolkenradar)
  - als Radarfalle im Ka-Band
  - für Nacktscanner

- Der WLAN-Standard IEEE 802.11ad funkt bei 60 GHz ebenfalls im Millimeterwellenbereich und ermöglicht Gigabit-Datenraten.
- Beim Mobilfunkstandard 5G kommen Millimeterwellen im Frequenzbereich FR2 unter dem Namen mmWave zum Einsatz. Aufgrund der kurzen Reichweite von nur wenigen hundert Metern und der Dämpfung durch Wände haben weltweit nur die USA den Ausbau von mmWave beschlossen.[1][3] In Deutschland wurde der mmWave Frequenzbereich in einzelnen Tests von Vodafone verwendet.[4]